# 屈尔河畔多姆西
屈爾河畔多姆西（法語：Domecy-sur-Cure，法語發音：[dɔmsi syʁ kyʁ]）是法国勃艮第-弗朗什-孔泰大区约讷省的一个市镇，属于阿瓦隆区。

## 地理
屈尔河畔多姆西（47°24'53"N, 3°48'36"E）面积20.57 平方千米，位于法国勃艮第-弗朗什-孔泰大區约讷省，该省份为法国中北部内陆省份，西接卢瓦雷省，西北接塞纳-马恩省，南至涅夫勒省，东临科多尔省，东北与奥布省接壤。
与屈尔河畔多姆西接壤的市镇（或旧市镇、城区）包括：默纳德、巴佐什、圣安德烈昂莫尔旺、圣欧班德绍姆、韦兹莱附近丰特奈、皮埃尔佩尔蒂。

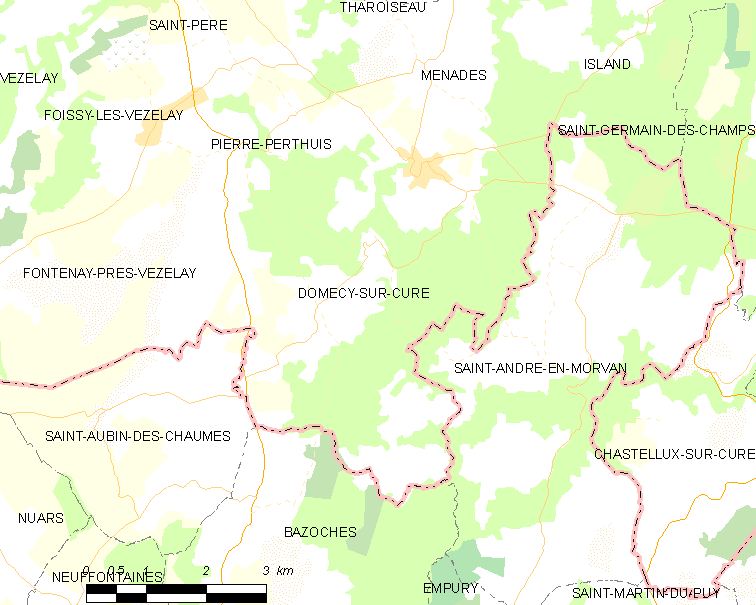
屈尔河畔多姆西的OSM定位图

屈尔河畔多姆西的时区为UTC+01:00、UTC+02:00（夏令时）。

## 行政
屈尔河畔多姆西的邮政编码为89450，INSEE市镇编码为89145。

## 政治
屈尔河畔多姆西所属的省级选区为茹拉维尔县。

## 人口

1962-2008年间屈尔河畔多姆西人口变化图示

屈尔河畔多姆西于2022年1月1日时的人口数量为406人。